# Beverly Bainbridge
Beverly Ann Bainbridge (28 gennaio 1940 – Sydney, 9 maggio 2016) è stata una nuotatrice australiana.
Specializzata nella farfalla, ha partecipato ai Giochi di Melbourne 1956, gareggiando nei 100m farfalla.
Ai Giochi del Commonwealth del 1958, ha vinto 1 oro nei 110yard farfalla e 1 argento nella Staffetta 4x100yard mista.